# Vitalization
Singles de Nana Mizuki
Bright Stream
(2012) Kindan no Resistance
(2014)
Vitalization est le 29e single de la chanteuse et seiyū japonaise Nana Mizuki sorti le 31 juillet 2013 sous le label King Records. Il arrive 3e à l'Oricon. Il se vend à 61 648 exemplaires la première semaine et reste classé 14 semaines pour un total de 81 568 exemplaires vendus.
Ai no Hoshi a été utilisé comme thème de fermeture du film d'animation Uchuu Senkan Yamato 2199. Vitalization a été utilisé comme thème d'ouverture de l'anime Senki Zesshō Symphogear G. Vitalization et Ai no Hoshi se trouvent sur l'album Supernal Liberty.

## Liste des titres
| 1. | Vitalization                       |  |
| 2. | Ai no Hoshi (愛の星)               |  |
| 3. | Dramatic Love (ドラマティックラブ) |  |